# Dylan McGeouch
Dylan McGeouch (* 15. Januar 1993 in Glasgow) ist ein schottischer Fußballspieler. Der Mittelfeldspieler spielt momentan für den englischen Drittlisten Forest Green Rovers.

## Karriere

### Verein
Dylan McGeouch wurde in der schottischen Hauptstadt Glasgow geboren und wuchs im Stadtteil Milton auf. Im Alter von zwölf Jahren begann McGeouch seine Karriere bei Celtic Glasgow; wechselte während seiner Jugendzeit allerdings zum Erzrivalen von Celtic, den Rangers. Nach drei Jahren kehrte McGeouch zurück zu den Bhoys. Sein Debüt für Celtic gab er nach seiner Rückkehr 2011 im Alter von 18-jahren im Ligaspiel gegen den FC Motherwell, nachdem er für James Forrest eingewechselt wurde. In seinem zweiten Spiel erzielte er nach einem sensationellen Sololauf das erste Tor als Profi und das von den Fans zum Celtic Goal of the Season 2011/12 gekürt wurde. Am Saisonende konnte er mit Celtic die Meisterschaft gewinnen und in der folgenden Spielzeit 2012/13 wiederholen. Während der Saisonvorbereitung 2012/13 zog sich der Mittelfeldspieler im Testspiel gegen Real Madrid in einem Zweikampf mit Nuri Şahin einen Kieferbruch zu und blieb minutenlang bewusstlos. Im Januar 2014 wurde er an den englischen Zweitligisten Coventry City verliehen. Im September 2014 wurde er an den schottischen Zweitligisten Hibernian Edinburgh verliehen. Im August 2015 wurde McGeouch von den Hibs fest verpflichtet und er unterschrieb einen Dreijahresvertrag in Edinburgh. Nachdem der Vertrag ausgelaufen war, wechselte er zum AFC Sunderland nach England. Im Januar 2020 wechselte er zurück nach Schottland und unterschrieb einen Vertrag bis 2022 beim FC Aberdeen. Nach Ablauf diesem wechselte McGeouch nach kurzer Vereinslosigkeit im November 2022 weiter zum englischen Drittliga-Aufsteiger Forest Green Rovers.

### Nationalmannschaft
Dylan McGeouch spielte seit 2008 für Schottland. Zunächst in den Juniorennationalteams der U-16 und U-17 Spielberechtigt, kam er von 2010 bis 2011 in der U-19 zum Einsatz. Im April 2012 debütierte McGeouch in Schottlands U-21 bei einer 1:4-Heimniederlage gegen Italien. Im März 2018 wurde McGeouch erstmals in den Kader der A-Nationalmannschaft von Schottland berufen. Der neue Nationaltrainer Alex McLeish nominierte ihn für die Länderspiele gegen Costa Rica und Ungarn. Sein Debüt gab er zwei Monate später am 30. Mai bei der 0:2-Niederlage in Lima gegen Peru. Vier Tage später folgte dann in Mexiko (0:1) sein zweiter und vorerst letzter Einsatz für die Auswahl.

## Erfolge
- Schottischer Meister: 2012, 2013
- Schottischer Pokalsieger: 2013, 2016

## Sonstiges
- Sein älterer Bruder Darren (* 1990) war ebenfalls Fußballprofi und spielte u. a. für den schottischen Zweitligisten Greenock Morton FC.